# Operacija Dewey Canyon
Operacija Dewey Canyon velja za najbolj uspešno ameriško vojaško operacijo vietnamske vojne na polkovni ravni. 

## Zgodovina
Operacija se je začela 18. januarja 1969, ko sta 9. in 12. marinski polk vzpostavila tri ognjene podporne baze na hribih, označenih kot Henderson, Tun Tavern in Shiloh. 
V sami operaciji pa je neposredno sodeloval okrepljeni 9. marinski polk; samemu polku so dodali še 2. baterijo 12. artilerijskega bataljona, inženirsko četo ter letalsko podporo (1. marinsko zračno krilo in 101. zračnomobilna divizija). 